# بعثة الأمم المتحدة للدعم في هايتي
بعثة الأمم المتحدة للدعم في هايتي (UNSMIH) هي بعثة سياسية تابعة للأمم المتحدة أنشئت بموجب قرار مجلس الأمن التابع للأمم المتحدة رقم 1063 الصادر في 28 يونيو 1996 لتحل محل بعثة الأمم المتحدة في هايتي. تم عقدها ما بين يوليو 1996 ويوليو 1997 بهدف تعزيز وتطوير قوة شرطة هايتي الجديدة، والتي تم تشكيلها لاحقًا مع بعثة الأمم المتحدة الانتقالية إلى هايتي.
كان المقر الرئيسي للبعثة في بورت أو برنس وكان قائدها كممثل خاص للأمين العام الفنزويلي إنريكي تير هورست والقائد العسكري الكندي العميد ج. دايجل وعنصر الشرطة الكولونيل روبرت بيجير من فرنسا. الولايات المتحدة. تم توفير أفراد البعثة من بنغلاديش وبنين وجيبوتي وفرنسا والهند وكندا ومالي وباكستان وروسيا وتوغو وترينيداد والجزائر وتوباغو والولايات المتحدة.
في نهاية ولايتها، كان البعثة تتألف من 1525 من العسكريين والشرطة، بما في ذلك 225 من الشرطة المدنية و 1300 من الأفراد العسكريين. خلال المهمة قُتل ضابط شرطة مدني من قوات البعثة.